# Trekløftstenbræk
Trekløftstenbræk (Saxifraga tridactylites), ofte skrevet trekløft-stenbræk, er en enårig, 5-12 centimeter høj plante i stenbræk-familien. Arten, der vokser på tør bund, er udbredt i Europa, Nordafrika og Vestasien. Den spæde, klæbrigt hårede plante er gaffelgrenet med trefligede stængelblade. Kronbladene er hvide.

## Forekomst i Danmark
I Danmark vokser trekløftstenbræk hist og her på lysåben, sandet bund, overdrev, strandvolde og kyst- og vejskrænter. Den blomstrer her i maj og juni.